# دوشان ميسيتش
دوشان ميسيتش (بالصربية: Душан Мићић)‏ هو لاعب كرة قدم صربي في مركز الوسط، ولد في 29 نوفمبر 1984 في نوفي ساد في صربيا. لعب مع ليرس ونابريداك كروشيفاتس ونادي بروليتر نوفي ساد ونادي رودار بليفليا ونادي فويفودينا.

## وصلات خارجية
- دوشان ميسيتش على موقع الاتحاد الأوربي (الإنجليزية)
- دوشان ميسيتش على موقع قاعدة بيانات كرة القدم.إي يو (الإنجليزية)
- دوشان ميسيتش على موقع Soccerbase.com (لاعب) (الإنجليزية)
- دوشان ميسيتش على موقع Soccerway.com (الإنجليزية)
- دوشان ميسيتش على موقع عالم كرة القدم.نت (الإنجليزية)